# Итонама (язык)

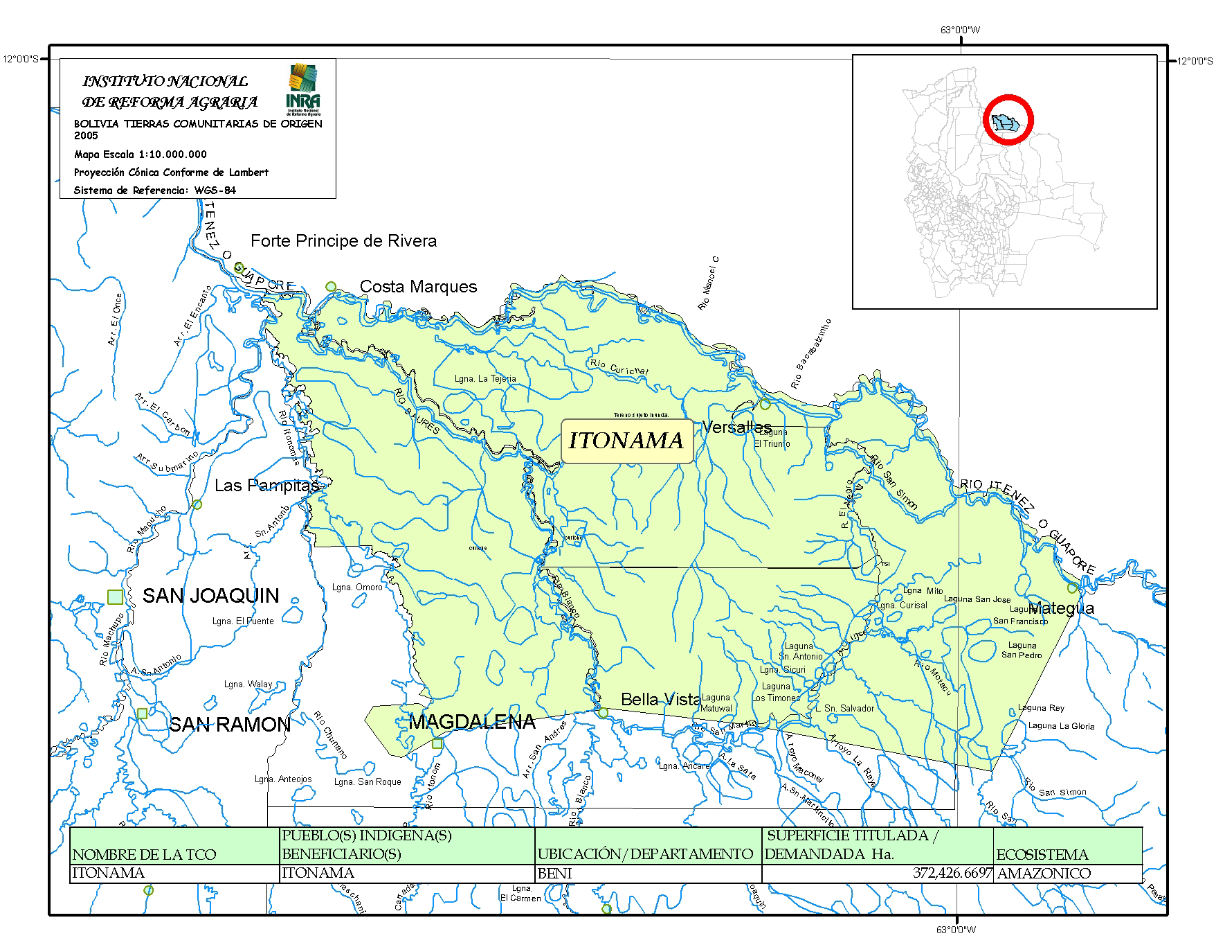
Итонама на карте

Итонама (сихнипадара, мачото, срама) — вымирающий язык-изолят боливийской Амазонии, на котором говорил народ Итонама.

## Генеалогическая и ареальная информация
Итонама считается языком-изолятом или неклассифицированным языком, так как никакие исследования не позволили обнаружить его родство с какими-либо языками и отнести его к какой-либо языковой семье. У Бринтона итонама рассматривается как изолированный или неклассифицированный язык, как и у Чемберлена и Лоукотки. Маркем, однако, классифицировал итонама как ответвление mojeno, а Лоукотка видел явное влияние Аравакских языков, в то время как Сводеш видел отношения с кечуа. Гринберг классифицировал итонама, как часть гипотетической паэсской языковой семьи (языки паэс, пансалео и андаки), но его гипотеза не нашла подтверждения.
Согласно M. Jolkesky (2016), были замечены лексические сходства с Намбикварскими языками из-за тесного контакта. Также, автоматический компьютерный анализ (ASJP 4 2013) показал, что возможно лексическое сходство между итонама и языком мовима, вероятно, из-за тесного контакта.
Является одним из языков Боливии. Центром языкового ареала можно считать город Магдалена на берегу реки Итенес департамента Бени.

## Социолингвистическая информация
Итонама проживают в департаменте Бени, в провинциях Итенес (муниципалитеты Магдалена и Баурес) и Маморе (муниципалитеты Сан-Рамон и Сан-Хоакин), примерно в том же районе, где они впервые встретились с испанцами в 17 веке. На этой территории насчитывается около 36 населенных пунктов, но с учетом изолированных населенных пунктов их может быть и более 120. Самые крупные из них — города: Магдалена, Сан-Рамон, Уакарахе, Белла-Виста, Оробаяя и Нуэва-Калама. Все последние носители языка Итонама проживали в Магдалене.
Хотя язык официально не признан мертвым, на момент 2006 года на нем говорили всего несколько человек, все старше 80 лет. Язык не передавался молодому поколению, был полностью вытеснен испанским. На момент 2023 года, лишь несколько пожилых людей в Магдалене помнят некоторые слова и фразы на Итонама. 

## Фонология

### Гласные
Итонама обладает типичным для языков Амазонии шестичленным базовым вокализмом, а также двумя дифтонгами.
|                | Передний ряд | Средний ряд | Задний ряд |
| -------------- | ------------ | ----------- | ---------- |
| Верхний подъём | i            | ɨ           | u          |
| Средний подъём | e            | ɵ           |            |
| Нижний подъём  | a            |             |            |

Дифтонги: /ai/ /au/.

### Согласные
|             |             | Губно-губные | Альвеолярные | Постальвеолярные | Палатальные | Велярные | Глоттальные |
| ----------- | ----------- | ------------ | ------------ | ---------------- | ----------- | -------- | ----------- |
| Взрывные    | Простые     | p            | t            |                  | tʲ          | k        | ʔ           |
| Взрывные    | Абруптивные |              | tʼ           |                  |             | kʼ       |             |
| Взрывные    | Звонкие     | b            | d            |                  |             |          |             |
| Аффрикаты   | Простые     |              | tʃ           | tʃ               |             |          |             |
| Аффрикаты   | Абруптивные |              | tʃʼ          | tʃʼ              |             |          |             |
| Фрикативные | Фрикативные |              | s            |                  |             |          | h           |
| Носовые     | Носовые     | m            | n            |                  |             |          |             |
| Латеральный | Латеральный |              | l            |                  |             |          |             |
| Одноударный | Одноударный |              | ɾ            |                  |             |          |             |
| Полугласные | Полугласные | w            |              |                  | j           |          |             |

Постальвеолярные аффрикаты /tʃ/ и /tʃʼ/ имеют альвеолярные аллофоны [ts] и [tsʼ] соответственно. Наблюдается вариативность между носителями и даже в речи одного носителя.
Полугласный /w/ в позиции между двумя одинаковыми гласными реализуется как звонкий билабиальный фрикатив [β].

## Типологическая характеристика

### Тип выражения грамматических значений
Итонама является полисинтетическим языком. 
```
(1) k-a
’
-da-si-pa-k’ede-’o? 
    F-2SG-INT-INCH-слово-показывать-REP 
    ‘Ты снова начал его предупреждать?’
```

```
(2) mi-yu-soloh-te            dih-ni-yumo’-te 
    REL-CAUS-падать.PL-CONT   1PL.INCL-REL-есть-CONT
    ‘[…], те, которые постоянно сбрасывают фрукты, чтобы мы ели.’ 
```

Примеры (1) и (2) показывают, что по степени синтетизма итонама допускает сочетание большого количества лексических или грамматических морфем в одном слове.

### Характер границы между морфемами
По своему строю язык итонама относится к агглютинативному типу c ограниченной степенью фузии. Язык демонстрирует низкую степень фузии (слияния), причем большинство слитых категорий встречается в области маркеров лица в предикате, на примере 2sg (мужской род) а’- в (1) и 1pl.incl. dih- в (2).  
```
(1) k-
a’
-da-si-pa-k’ede-’o? 
    F-
2SG
-INT-INCH-слово-показывать-REP
    ‘Ты снова начал его предупреждать?’
```

```
(2) mi-yu-soloh-te           
dih
-ni-yumo’-te 
    REL-CAUS-падать.PL-CONT  
1PL.INCL
-REL-есть-CONT
    ‘[…], те, которые постоянно сбрасывают фрукты, чтобы мы ели.’ (Lit. ‘the ones that are dropping fruits all the time for our eating.’)
```

### Локус маркирования
В языке итонама представлено вершинное маркирование.

#### В поссесивной именной группе
Местоименные приставки (неотчуждаемая принадлежность) или местоименная приставка в сочетании с релятивизатором mi-/ni- (отчуждаемая принадлежность).
```
(3) wase’wa  si-mani-choh-na          ah-
mi
-ku   Wisete
    вчера    1SG-тень-внутри-NTR.ASP  3-
REL
-дом  Вицент
    ‘Вчера я пришел в дом Вицента’ 
    (Lit. ‘Я зашел в тень дома Вицента вчера’)
```

```
(4) ah-
mi
-yabï’ka  o-Chiwo  pi-kadaya  ni-Me’sere
    3-
REL
-женщина  DV-Чиво  3SG.F-что  HON-Мерседес
    ‘Жену Чиво зовут Мерседес.’
```

```
(5) se’-sewa-ne      pi-
ni
-yasa      yotah-ka      wabï’ka 
    1PL-видеть-NEUT  3SG.F-
REL
-брат  DEM:MED-F.SG  женщина
    ‘Мы видели брата этой женщины’
```

#### В предикации
```
(6) si-yalïs-na 
    1SG
S
-быть_голодным-NEUT 
    ‘Я голоден’.
```

```
(7) si-chudu’-ne-we-’o 
    1SG
A
-ударить-NTR.ASP-2
o
-REP 
    ‘Я снова тебя ударил.’
```

### Тип ролевой кодировки
Что касается типа ролевой кодировки, то независимые и зависимые предложения ведут себя по-разному. Оба вида предложений демонстрируют номинативно-аккузативный тип, поскольку S маркируется так же, как и A, но в переходных независимых предложениях, когда A — 3-е лицо, а P — 1-е или 2-е лицо, P маркируется префиксом, и А не маркируется, но добавлен маркер инверсии -k'i- (8). Префиксы для 1-го и 2-го лица P имеют ту же форму, что и префикс S/A в придаточных предложениях, за исключением 1-го лица единственного числа, у которого есть специальный префикс, используемый только как P в независимых предложениях без инверсивного префикса -k'i- (9).
```
(8) kumani         a’-k’i-pachïhï’-ke     kopone 
    прошлой.ночью  2SG-INV-беспокоить-PL  петух 
    ‘Прошлой ночью тебя беспокоил петух.’
```

```
(9) se’-buru’-tye          Ihwana 
    1SG.INV-царапать-STAT  Хуан
    ‘Хуан царапает меня.’
```

### Базовый порядок слов
Язык демонстрирует базовый порядок слов VS в непереходных предложениях, как показано в примере (10), и порядок слов VSO в переходных предложениях, как показано в примере (11).
```
(10) padara’-te’-ka   ni-Mariya 
     слово-CONT-F.SG  HON-Мария 
     ‘Мария говорила.’
```

```
(11) i-doh-ne           u-pa’u     t’iyaya 
     DV-кусать-NTR.ASP  DV-собака  мальчик
     ‘Собака укусила мальчика’
```

Этот порядок слов не является полностью фиксированным, поскольку на него могут влиять прагматические факторы. В двухобъектных переходных конструкциях (12) говорящий не только хочет подчеркнуть, что Энрике должен денег, но также и то, что он должен деньги самому говорящему. Это приводит к тому, что на передней позиции стоит A (Iriki) в первой части предложения, и R (osni’ka) во второй части предложения: 
```
(12) А       V                   T          R                   R        V 
     Iriki   o-dewe              pïlata     Pero   ispochone’o  osni’ka  se’-dewe 
     Энрике  DV-быть_должным.SP  деньги.SP  Педро  также        PRO:1SG  1SG.INV-быть_должным.SP 
     ‘Энрике должен Педро денег; он также должен мне.’
```

## Языковые особенности
Итонама имеет ряд ярких типологических особенностей, среди которых больше всего выделяется глагольная система счисления. Набор глагольных/дейктических классификаторов, который играет роль в глагольной системе счисления, содержит пять пар классификаторов sg/pl, напоминающих маркеры классов существительных, например, в банту или кавказских языках. Насколько известно, в Южной Америке нет других языков, которые бы демонстрировали такое различие между единственным и множественным числом в классификации существительных. 
```
(13) a. si-
cha’u
                     u-mu        o-mesa 
        существовать-
clf:сидящий.sg
  dv-мужчина  dv-стол.sp 
        ‘Там мужчина (сидящий) за столом.’ 
     b. a-chïpa  t’iyaya   si-
di
-’ke                       lisiya 
        dv-два   мальчик   существовать-
clf:сидящий.pl
-pl  церковь.sp 
        ‘Там два мальчика (сидящих) в церкви.’ 
     c. pi-ni-si-
ye
<’>
ta
’-ko                                na’abï 
        3sg.f-rel-существовать-
clf:стоящий.sg
<neg>-ntr.asp  dem:adv:prox 
        ‘Она здесь больше не живет.’ 
     d. nik’abï       o-si-
le
                      ni-k’a’ne              biluwa 
        dem:adv:dist  dv-существовать-
clf:висящий  clf:извивающийся
-один  змея 
        ‘Змея (висящая) прямо там’
```

Существует также множество других классификаторов (например лежащий, вертикальный, жидкий и т.д.). Большая часть демонстрирует различие между единственным и множественным числом.

## Список сокращений
A — agent (субъект переходного глагола)
ADV — adverb (наречие)
ASP — aspect (составляющая)
CAUS — causative (каузатив)
CLF — classifier (классификатор)
CONT — continuative (продолжительность)
DEM — demonstrative (демонстратив)
DIST — distal (дистальный)
DV — dummy vowel (фиктивный гласный)
HON — honorific (гоноратив)
INCH — inchoative (начинательный)
INCL — inclusive (инклюзив)
INT —  interrogative (вопросительное предложение)
INV — Inverse (инверсия)
MED — medial (средний)
NEG — negation (отрицание)
NTR — neutral verb marking (нейтральное глагольное маркирование)
O — object (объект)
P — patient (объект переходного глагола)
PL — plural (множественное число)
PROX — proximal (проксимальный)
REL — relative/relativizer (релятивизатор)
REP — repetitive (повторяющийся)
S — (субъект непереходного глагола)
SG — singular (единственное число)